# William Widenlocher
Pour les articles homonymes, voir Widenlocher.
William Widenlocher, né le 9 novembre 1912 à Bordj Bou Arreridj et décédé le 20 août 1991 à Nice, est un homme politique français.